# ほりのぶゆき
ほり のぶゆき（1964年10月16日 - ）は、日本の漫画家。兵庫県神戸市出身。法政大学卒業。学生時代は漫画研究会で活動。同期に永野のりこがいるが、当時は面識が無かった。
1988年、『ビッグコミックスピリッツ』の第1回相原賞で『金のアイハラ賞』を受賞してデビュー。特撮と時代劇を中心に、テレビ周辺の雑多なネタのパロディギャグを得意としている。
1995年7月21日に代表作の『江戸むらさき特急』がオリジナルビデオ化されている。監督は俳優の山城新伍。脱力系の芸風から、近年は河崎実との仕事も多い。
兄は元『ビッグコミックスピリッツ』『ビッグコミックオリジナル』編集長の堀靖樹（『サルでも描けるまんが教室』のグラビアでは兄弟そろって顔出しをしていた）。

## 作品リスト
- 世相木端微塵
- 天然の馬鹿力
- もののふの記
- からげんき
- バーディー侍（『ログイン』 アスキー）
- たわけMONO（『まんがくらぶ』 竹書房）
- 荒川道場（『まんがパロ野球ニュース』 竹書房）
- 宇宙喜劇M774（『まんがくらぶ』 竹書房） - アスペクトより「21世紀画報」「極東ロボ社会」も収録して単行本化
- 21世紀画報（『まんがくらぶ』 竹書房）
- 極東ロボ社会（『まんがくらぶ』 竹書房）
- 江戸むらさき特急（『ビッグコミックスピリッツ』 小学館、1991年47号 - 1995年19号）
- 店もん（『ビッグコミックスピリッツ』 小学館）
- ちょんまげどん（『ビッグコミックスピリッツ』 小学館）
- 旅マン（『ビッグコミックスピリッツ』 小学館）
- 怪獣人生（『ビッグコミックスピリッツ』 小学館）
- てれびさん[注 1]（『コミックバーガー』 スコラ）
- 喜劇・空想特撮温泉（『コミックバーズ』 スコラ）
- 38年目の疑問（『ウルトラマンDNA』 小学館）
- 黒幕さん（『ビッグコミックオリジナル増刊』 小学館）
- 猛虎はん 野球マンガ選集（『HotSPA!』）
- 旅愁マスク観光系（『パニック7ゴールド』 白夜書房）
- 企業の犬（『コミックチャージ』 角川書店)
- 東京お侍ランド（『モバMAN』 小学館、2008年7月18日 - 2011年2月18日）
- 東京お侍ランド ハイブリッド[注 2]（『モバMAN』 小学館、2011年[1] - 2015年4月3日)
- 哀しみ本線ブルーダイヤ（『パニック7ゴールド』 白夜書房→ガイドワークス）、監修：川崎ぶら
- パパ侍が往く!（『AERA with Baby』 朝日新聞出版）
- 温泉地獄変（『漫画サンデー』 実業之日本社、2012年30号）
- 阿鼻叫喚!!ゆるふわ地獄（『ビッグコミックオリジナル増刊』 小学館、2014年1月増刊号 - 2017年1月増刊号）
- 阿鼻叫喚!!ゆるふわ地獄 阪神増刊特別編（『ビッグコミックオリジナル阪神タイガース増刊号』 小学館、2015年6月30日号）
- 絶倫将軍（『ビッグコミックオリジナル』 小学館、2014年2号）
- これはゴジラではない（『ビッグコミックオリジナルゴジラ増刊号』 小学館、2014年8月10日号）
- 2014 1号スーツの逆襲（『ビッグコミックオリジナルゴジラ増刊号』 小学館、2014年8月10日号）、作画：深山雪男
- （タイトル不定）[注 3]（『月刊Newsがわかる』 毎日新聞社、2014年11月号 - ）
- アサ芸お侍トピックス（『週刊アサヒ芸能』 徳間書店、2015年1月1日・8日合併号 - ）
- 信長の理望〜ん[注 4]（『コミック乱』 リイド社、2015年5月号 - 2017年8月号）、協力：コーエーテクモゲームス
- 人間の20年 漫画誌の20年（『コミックビーム』 KADOKAWA、2015年12月号）
- 20世紀から来たパチンカー パチマン（『ぱちガブッ!』 サミーネットワークス・ガイドワークス、2016年4月14日 - 2016年12月29日）
- 言うほどみんな猫が好きかというとちょっとギモンである（『月刊ねこだのみ』 小学館、vol.5 - vol.12）
- 猫道（『ビッグコミックオリジナル増刊』 小学館、2017年5月増刊号 - 2022年7月増刊号）
- 三大怪獣グルメ（『WEBコミックガンマ』 竹書房、2019年9月30日 - 2020年4月20日）、原作：河崎実、監修：久住昌之

## 脚本
- 映画『突撃!隣のUFO』[2]（2023年2月3日公開） 監督・脚本：河崎実

## イラスト
- 『信長の野望・創造』（織田信長）[3]
- 『コマンタレビーマー』[注 5]（『コミックビーム』 アスキー→エンターブレイン→KADOKAWA、1995年12月号 - ）、コラム：神山修一
- 『ちょっとチョンマゲ!』[注 6]（『関西じゃらん』 リクルート、1997年 - 2006年）、コラム：ペリー荻野

## コラム
- 『ひとときエッセイ そして旅へ』（『ひととき』 ウェッジ、2016年3月号）
- 『ホリホリの旅の絵日記』（『ひととき』ウェッジ、2018年4月号 - 2024年7月号）

漫画家の堀道広と1ヶ月交代での連載。
- 『ぼくらの好きな怪獣』（『ビッグコミックオリジナル増刊』 小学館、2023年5月増刊号 - ）

話し手：唐沢なをき・ほりのぶゆき、聞き手：川崎ぶら、やり手：堀（兄）